# LC Paper 1881, S.A.

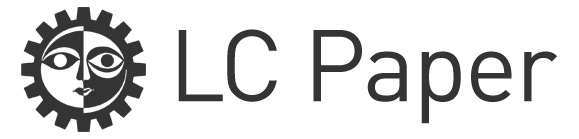
Logotip de LC Paper

LC Paper 1881, S.A. (anteriorment Papelera La Confianza) és una empresa catalana fundada el segle xix que fabrica paper tissú i paper kraft, tant per a altres fabricants com sota la seva marca pròpia, Dalia. La fàbrica, situada al poble de Besalú (Girona) té tres línies de producció: una màquina monocilíndrica per paper satinat d'una cara (“MP2”, acrònim de màquina de paper 2), una màquina de tisú de tecnologia “crescent-former” (“MP3”) i una màquina de "converting" per a productes orientats al consumidor final ("MP4") .

## Història

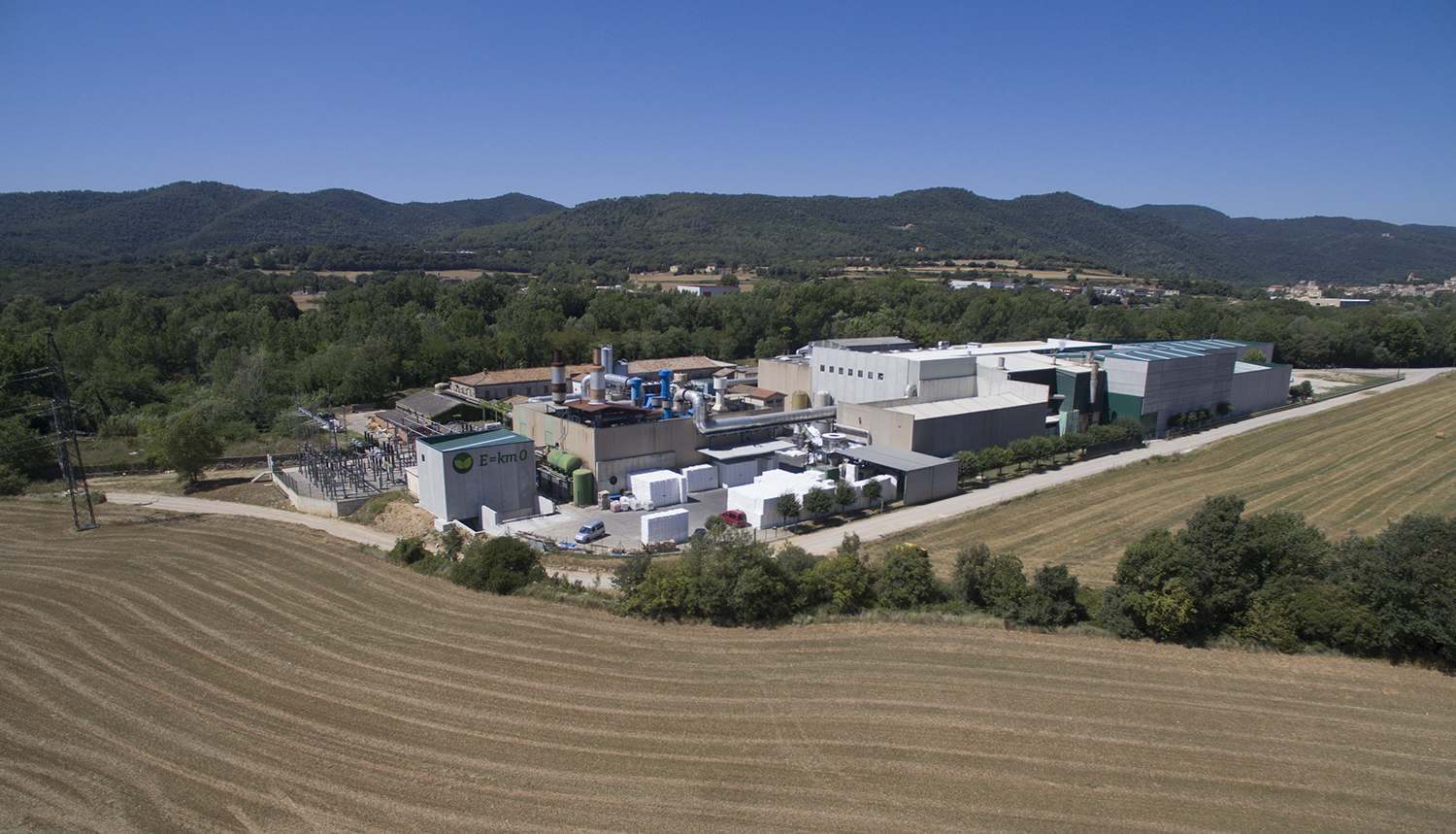
Vista aèria de la planta de LC Paper a Besalú

LC Paper 1881, S.A. és una empresa familiar situada al vessant sud del Pirineu Oriental, al poble de Besalú. L'origen de la fàbrica de paper cal situar-lo l'any 1880, quan el fill dels paperers francesos Jean-Joseph Grélon i Anne Boisseau, Juan Grelon i el comerciant Sebastian Rosal varen decidir construir una fàbrica de paper a la vora del Fluvià. La construcció d'una fàbrica de paper continu a Beuda no era un fruit aïllat, sinó fruit d'un moviment de construcció de fàbriques de paper amb màquines contínues, resultat de la modernització dels molins paperers que hi havia a l'eix Olot-Girona. Aquest eix encara és viu en l'actualitat i és l'eix industrial més important de les comarques gironines. La transformació dels molins de paper a fàbriques contínues va ser l'exponent més important de la revolució industrial a les comarques de Girona.
Al darrer quart del segle xx la fàbrica va passar a mans de la familia Vila, que ja tenia tradició en la fabricació de paper a Sarrià de Ter.
Des de l'any 1973 disposa d'una planta de tractament de paper recuperat per dispersió; va ser la segona planta d'aquestes característiques al món.
L'any 1989 es construeix la depuradora d'aigües amb tractament fisicoquímic per decantació, amb tractament biològic amb fangs activats i amb una màquina centrífuga per espesseir els fangs.
A partir de l'any 1992 fabrica paper per a fotocòpies 100% recuperat, producte que combina amb altres, com ara suport per recobrir amb polietilè, papers absorbents, paper per a estovalles, tovallons o papers per a embalatge. L'any 1993 inaugura una planta de cogeneració que s'amplia l'any 1999. En total produeix 12 MW elèctrics i 6.400 kg/h de vapor. L'any 1999 va obtenir l'etiqueta ecològica de la Unió Europea. També l'any 1999 inaugura una nova màquina de paper de 3,3 m d'amplada. L'any 2008 insereix una unitat d'impressió flexo en línia en la MP2 per a la impressió de colors plans en la fabricació de paper.
L'any 2009 posa en funcionament una nova màquina de paper MP3, orientada a la fabricació de tissú, per la fabricació de la gamma de productes higiènics i sanitaris del mercat de les col·lectivitats ("Away from home"). La màquina de tissú pren els gasos d'un motor de la central de cogeneració per enviar-los a la campana de la màquina. A la sortida de la mateixa els gasos travessen una caldera, després un economitzador i finalment un recuperador de calor aire-aire, un procés ideat i patentat per l'empresa.
L'any 2012 inaugura una modificació substancial de la MP2, que permet disminuir notablement el consum energètic i de matèria primera dels processos d'aquesta línia de producció.
L'any 2016 inaugura la MP4, una màquina de "converting" orientada a la fabricació de petits rotlles per al consumidor final (B2C).

## Sostenibilitat

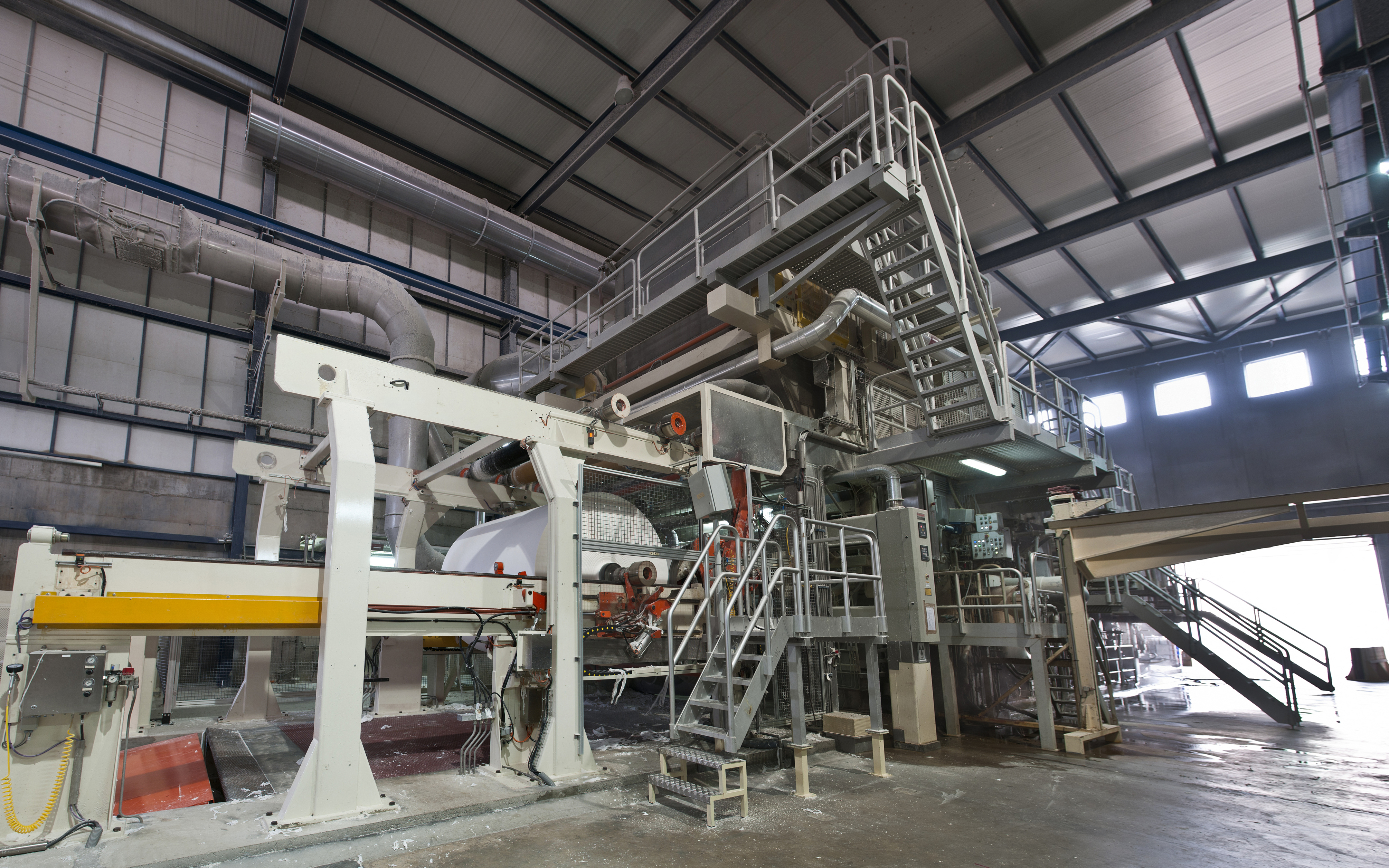
Màquina 3 de LC Paper

LC Paper és coneguda per haver estat pionera a nivell mundial en tecnologies orientades a la fabricació de paper sostenible, és a dir, amb menor consum energètic, d'aigua i de cel·lulosa. En aquest sentit, LC Paper ha obtingut els següents guardons i distincions: 
- Premi "Most Energy Aware Mill"[2] (fàbrica amb la millor gestió energètica), atorgat per la Tissue World Exhibition
- Inclusió al programa Laboratorio Ecoinnovación,[3] entre les empreses més sostenibles de l'estat espanyol
- Inclusió al programa d'Acords Voluntaris de la Generalitat de Catalunya[4] per la seva missió cap a l'assoliment d'emissions de CO2 neutres
- Participació en el programa Horizon 2020 de la Unió Europea, amb una inversió d'1.5 milions d'euros per a la ampliació de maquinària orientada a la producció de paper ecològic
- Membre fundador del clúster "Locomotora Energètica de la Garrotxa",[5] agrupació d'empreses innovadores en termes de sostenibilitat

Des de l'estiu de 2017, LC Paper és capaç de fabricar productes de paper tissú amb unes emissions de zero grams de CO2 per tona; és a dir, productes sense emissions. Aquesta fita és conseqüència de la posada en marxa de la caldera de biomassa, que permet la generació d'energia renovable sense emissions associades.